# Kazigabwara
Kazigabwara är ett vattendrag i Burundi.   Det ligger i provinsen Kayanza, i den nordvästra delen av landet, 50 kilometer norr om huvudstaden Bujumbura.
Omgivningarna runt Kazigabwara är en mosaik av jordbruksmark och naturlig växtlighet. Runt Kazigabwara är det tätbefolkat, med 459 invånare per kvadratkilometer.